# عدنان تیغدوینی
عدنان تیغدوینی (عربی: عدنان تيغدويني؛ زادهٔ ۳۰ اکتبر ۱۹۹۲) بازیکن فوتبال اهل مراکش است.
از باشگاه‌هایی که در آن بازی کرده‌است می‌توان به باشگاه فوتبال قیصریه‌اسپور، باشگاه فوتبال کامبور، باشگاه فوتبال ویتس‌آرنهم، باشگاه فوتبال ناک بردا، و باشگاه فوتبال مالاگا اشاره کرد.
وی همچنین در تیم‌های ملی فوتبال زیر ۲۰ سال مراکش، زیر ۲۳ سال مراکش، و مراکش بازی کرده‌است.